# Jeffrey Ricciardi
Jeffrey Ricciardi (Thunder Bay, 21 giugno 1971) è un ex hockeista su ghiaccio canadese naturalizzato italiano, di ruolo difensore.

## Carriera
Ricciardi esordì nella OHL con gli Ottawa 67's nella stagione 1990-91 (71 presenze e 13 gol). Nella stagione 1992-93 collezionò 61 presenze e 7 gol con i Johnstown Chiefs nella ECHL, passando poi nella IHL con gli Indianapolis Ice (135 presenze e 5 gol in 2 stagioni), successivamente con i Las Vegas Thunder (75 presenze e 4 gol in 1 stagione) e infine con i Manitoba Moose (81 presenze e 3 gol in 1 stagione). Nella stagione 1997-98 gioca nella DEL con gli ECR Revier Löwen (28 presenze in 1 stagione), poi con i Kassel Huskies (18 presenze), con i Kölner Haie (50 presenze e 4 gol in 1 stagione), con i Schwenninger Wild Wings (46 presenze e 2 gol in 1 stagione), con i Düsseldorfer EG (59 presenze e 1 gol in 1 stagione) ed infine con i Frankfurt Lions (58 presenze e 1 gol in 1 stagione).
Nel 2003 approdò in Italia, con la maglia dell'Hockey Club Bolzano dove totalizzò 40 presenze e 4 gol. Dopo una stagione passò all'Asiago Hockey. Nel 2006 approdò all'Hockey Club Alleghe con cui giocò anche le stagioni successive fino al ritiro.